# Mollans
Mollans ist eine Gemeinde im französischen Département Haute-Saône in der Region Bourgogne-Franche-Comté.

## Geographie
Mollans liegt auf einer Höhe von 303 m über dem Meeresspiegel, zehn Kilometer westsüdwestlich von Lure und etwa 17 Kilometer östlich der Stadt Vesoul (Luftlinie). Das Dorf erstreckt sich im zentralen Teil des Departements, in der Mulde des Ruisseau de la Prairie am Südrand der Höhe des Bois de Venet.
Die Fläche des 13,45 km² großen Gemeindegebiets umfasst einen Abschnitt in der gewellten Landschaft zwischen dem Becken von Vesoul im Westen und der Ebene von Lure im Osten. Der westliche Teil des Gebietes wird von der Alluvialniederung des Lauzin eingenommen, der für die Entwässerung nach Süden zum Ognon sorgt. Er nimmt von Norden her den Ruisseau de la Prairie (Dorfbach von Mollans) auf. Die Niederung liegt auf durchschnittlich 290 m und weist eine Breite von bis drei Kilometern auf. Sie wird überwiegend landwirtschaftlich genutzt.
Nach Nordosten steigt das Gelände leicht an zu einem Plateau (rund 320 m). Dieses wird von den bewaldeten Anhöhen des Grand Bois de Mollans (mit 358 m die höchste Erhebung von Mollans) und des Bois du Fays flankiert. Die nordöstliche Abgrenzung wird durch den Bach Razou markiert. In geologisch-tektonischer Hinsicht besteht das Gelände zur Hauptsache aus einer Wechsellagerung von sandig-mergeligen und kalkigen Sedimenten, die während der Lias (Unterjura) abgelagert wurden. An einigen Orten im Grand Bois de Mollans tritt auch Muschelkalk aus der mittleren Trias zutage.
Nachbargemeinden von Mollans sind Genevreuille und Amblans-et-Velotte im Norden, Vy-lès-Lure im Osten, Arpenans und Montjustin-et-Velotte im Süden sowie Liévans und Pomoy im Westen.

## Geschichte
Überreste eines römischen Verkehrsweges weisen auf eine frühe Begehung und Besiedlung des Gebietes hin. Im Mittelalter gehörte Mollans zur Freigrafschaft Burgund und darin zum Gebiet des Bailliage d’Amont. Die Existenz einer Adelsfamilie namens Mollans ist seit dem 11. Jahrhundert belegt. Zusammen mit der Franche-Comté gelangte der Ort mit dem Frieden von Nimwegen 1678 definitiv an Frankreich. Nach der Französischen Revolution wurde Mollans Hauptort des gleichnamigen Kantons, der jedoch bereits 1801 in den Kanton Lure eingegliedert wurde. Heute ist Mollans Mitglied des Gemeindeverbandes Triangle Vert.

## Sehenswürdigkeiten
Die Dorfkirche von Mollans wurde im 17. und 18. Jahrhundert erbaut. Zur bemerkenswerten Ausstattung gehören eine Marienstatue (18. Jahrhundert), Holzmalereien (17. Jahrhundert), Mobiliar und Gemälde aus dem 18./19. Jahrhundert, darunter zwei schöne Beichtstühle, sowie mehrere Grabplatten.
Das Eisenkreuz am Pfarrhaus wurde zum Dank für die Verschonung des Dorfes vor einer Pestepidemie errichtet. Am nordwestlichen Ortsrand steht ein Herrschaftssitz aus dem 19. Jahrhundert.
Sehenswert sind auch die drei Waschhäuser (siehe Waschhaus Burio und Waschhaus (Mollans)) aus dem 19. Jahrhundert, deren Dächer von zahlreichen Säulen getragen werden. Sie dienten einst als Waschhaus und Viehtränke.

## Bevölkerung
| Jahr                       | 1962 | 1968 | 1975 | 1982 | 1990 | 1999 | 2006 | 2018 |
| Einwohner                  | 260  | 236  | 240  | 216  | 233  | 226  | 245  | 230  |
| Quellen: Cassini und INSEE |      |      |      |      |      |      |      |      |

Mit 236 Einwohnern (1. Januar 2022) gehört Mollans zu den kleinen Gemeinden des Départements Haute-Saône. Nachdem die Einwohnerzahl in der ersten Hälfte des 20. Jahrhunderts deutlich abgenommen hatte (1906 wurden noch 614 Personen gezählt), wurden seit Beginn der 1970er Jahre nur noch relativ geringe Schwankungen verzeichnet.

## Wirtschaft und Infrastruktur
Mollans war bis weit ins 20. Jahrhundert hinein ein vorwiegend durch die Landwirtschaft (Ackerbau, Obstbau und Viehzucht) und die Forstwirtschaft geprägtes Dorf. Heute gibt es einige Betriebe des lokalen Kleingewerbes. In den letzten Jahrzehnten hat sich das Dorf zu einer Wohngemeinde gewandelt. Viele Erwerbstätige sind deshalb Wegpendler, die in den größeren Ortschaften der Umgebung und in der Agglomeration Vesoul ihrer Arbeit nachgehen.
Die Ortschaft ist verkehrstechnisch gut erschlossen. Sie liegt nahe der Hauptstraße N19, die von Vesoul via Lure nach Belfort führt. Weitere Straßenverbindungen bestehen mit Noroy-le-Bourg, Pomoy, Vy-lès-Lure und Arpenans.